# Женская сборная Чехословакии по хоккею на траве
Женская сборная Чехословакии по хоккею на траве — женская сборная по хоккею на траве, представлявшая Чехословакию на международной арене. Управляющим органом сборной выступала Ассоциация хоккея на траве Чехословакии (словац. Československého svazu pozemního hokeje, англ. Czechoslovak Hockey Association). В 1993, в связи с разделением Чехословакии на две страны, вместо этой сборной возникли соответственно сборная Чехии и сборная Словакии.

## Результаты выступлений

### Олимпийские игры
- 1980 —

### Чемпионат мира
- 1978 — 9-е место

### Чемпионат Европы
- 1984 — 9-е место